# Pierre Jean George Cabanis
Pierre Jean George Cabanis, född 5 juni 1757, död 5 maj 1808, var en fransk psykolog, läkare och filosof, medlem av Franska akademien, stol 40, från 1803.

## Biografi
Cabanis blev genom Madame Helvétius förtrolig bekant med den tidens utmärktaste filosofer i Frankrike, slöt sig med hänförelse till revolutionen 1789, blev under direktoriet medlem av "de femhundrades råd" och utnämndes av Napoleon I till senator. 
På tjänstemannabanan avancerade han till professor i sundhetslära vid "école centrale" i Paris och "école de santé". Författade Rapports du physique et du moral de l'homme (1802). Såsom psykolog var Cabanis lärjunge av Condillac, men modifierar dennes lära på viktiga punkter. Enligt Condillac skulle människan endast passivt motta de yttre sinnesintrycken och hela hennes själsliv bestå i dessas omedelbara eller medelbara verkningar. Cabanis däremot hänvisade därjämte till de inre organiska processerna och de viktiga insatser, som de mot dem svarande förnimmelserna gör i vårt själsliv, och därvid inverkar enligt hans åsikt även hjärnans och nervernas egna tillstånd. Så uppstår en allmän livskänsla, som fanns redan före fostrets födelse och sålunda går före alla de yttre sinnesintrycken. Därmed står i nära samband instinkterna, som är uttryck av en ursprunglig kraft hos vår organism. 
Ehuru Cabanis på ett enskilt ställe i sitt huvudarbete låter tanken utsöndras av hjärnan såsom gallan av levern, är han dock inte egentligen materialist. Särskilt har han i ett senare arbete, Lettre sur les causes premières (1824), bestämt brutit med materialismen. Hans OEuvres complètes utkom 1823-25. Antoine Destutt de Tracy var en av hans ivrigaste anhängare, och efterträdde honom på stol 40 i Franska akademien.